# Астрономия в Древнем Египте
Древнеегипетская астрономия уходит в глубокую старину: египтяне были одними из первых, кто вёл наблюдения звёздного неба; авторы МЭСБЕ ставят их астрономию в один ряд с китайской, индийской и вавилонской (халдеи). В Египте и общавшихся с ним странах установился довольно точный способ определения времени года посредством гелиакического восхода звезды Сириус, — летосчисление глубокой древности. Служа для определения времени года, восход или заход определённой звезды мог служить также и для оценки часа ночи. Египтяне первыми определили год в 365 дней и 6 часов.
Для египтян разлив священной реки Нил — земного отражения небесного Млечного Пути — всегда совпадал с восходом Сириуса. Появление Сириуса повторяется через правильные промежутки времени, а именно через каждые 365 1/4 дней. Каждые четыре года Сириус восходил днём позже, из-за чего через 365 х 4 = 1460 лет разница между гражданским календарём (360 дней + пять дней-эпагоменов) и солнечным годом достигала целого года, который и прибавлялся к 1460 годам, образуя цикл из 1461 солнечного года. Весь 1461-й год сириусного цикла (сотического — по греческому именованию звезды) считался одним днём Сириуса и превращался в годовой праздник египетского народа. Также каждый восход Сириуса сопровождался известными празднествами, хотя и не приходился на день гражданского Нового года. В древнеегипетских надписях сохранились данные о восходе Сириуса.
Библейское Пятикнижие, переданное египетским жрецом Моисеем (ок. XV века до н. э.), включает космогонические знания. Греческая античная астрономия (VI век до н. э. — V век н. э.) стала плодом учёных мужей, обучавшихся у египетских жрецов (Фалес, Пифагор, Демокрит, Аристарх, Евдокс и др.)

## Начало
Иудео-эллинская традиция, переданная Евсевием, относит начало астрономии к Еноху (евр. Энох), который изучал её у ангелов и передал её людям; впоследствии Авраам, изучивший её у халдеев, передал её в Гелиополе египетским жрецам, у которых он пробыл долгое время.

## Связь с астрологией
В Древнем Египте была популярна астрономия, которая пересекалась с астрологией, но «астрология» того времени была не «прорицательская», а аграрная и врачебная, изучавшая влияние небесных тел на самочувствие людей и природу. Астрологические предсказания и гороскопы появились в Египте лишь в I веке до н. э.

## Звёздное небо
Энигматический тип символов в иероглифическом письме (в котором заключена особая мудрость) изображал звёзды — из-за кривизны их пути — в виде змеевидного знака. Солнце изображалось в виде круга, а Луна — в виде серпа. Солнце уподоблялось жуку-скарабею (фр. escarbot; сходно с escargot, улитка); он катит перед собой шар из бычьего помета; шесть месяцев он живёт под землёй, а остальное время проводит на её поверхности; он откладывает семя прямо в этот шар, то есть производя потомство без помощи женской особи.

### Созвездия
Известны египетским астрономам были и созвездия — «деканы» (36-45): Мес (Большая Медведица), Сах (Орион) и др. Многие египетские созвездия до сих пор остаются неидентифицированными: Гиппопотамиха, Крокодил.
Геродот отмечал наблюдательность египтян, которые смогли выявить закономерности в природных явлениях и научились на основе этого предугадывать события. В этом деле не было никакой магии, просто логические выводы на основе эмпирических данных.

### Планеты
Египетские астрономы принимали во внимание пять видимых невооружённым глазом планет:
- Себег (планета Сета: Меркурий);
- Себа Джа («пересекающая звезда»: Венера в виде цапли);
- Хор Джесер («красный Хор»: Марс в виде сокола);
- Себа Реси Эн Пет («звезда южного неба»: Юпитер);
- Себа Иабти Джа Пет («Восточная звезда, пересекающая небо»: Сатурн в виде быка).

В Египте все планеты древности (Меркурий, Венера и Сатурн) уже названы в календаре гробницы Рамзеса XIII века до н. э. Все эти планеты упоминаются в Греции впервые в связи с Пифагором, который многие годы обучался в египетском храме. Пифагор узнал в Египте о наклонности эклиптики, о тождественности утренней и вечерней звезды и о других фактах. Пифагор, вероятно, первым учил, что Земля движется в пространстве около Солнца, как и другие планеты, хотя публично утверждал, что Земля находится в центре мира. Увлекаясь теорией мировых чисел и мировой гармонии, он искал в расстояниях планет указаний на гармонию небесных светил и элементы, из которых составлена вселенная с пятью правильными геометрическими телами. Система Пифагора была впоследствии вновь открыта и доказана Коперником, а аналогии с правильными телами также увлекали Кеплера.
Диоген Лаэртский говорит, что во времена Александра Македонского (III век до н. э.) египтяне имели список 832 затмений луны и 373 затмений солнца. Показательно, что начало записей должно относиться к 1600 г. до н. э.
Конон Самосский, друг Архимеда, собрал коллекцию египетских наблюдений затмений. У Гесиода много раз упоминается о гелиакических восходах, подробное изложение теории есть у Секста Эмпирика.

## Календарь
Жрецы храма в Пилаке (Филе) каждое утро ставили перед могилой Осириса 360 бронзовых жертвенных чаш, из которых ежедневно одна наполнялась молоком и знаменовала собой данный день в году.
Весьма примечательна система измерения времени в египетском календаре, изображённом на потолке одной царской гробницы XIII века до н. э., в которой дается через промежутки в 15 дней на протяжении года — восход звезд и созвездий в течение ночи, причём звёзды выбраны весьма искусно, так что дают для каждой ночи 13 определённых моментов, то есть 12 промежутков, которые, однако, не могли быть равны, так как звёзды, которыми могли пользоваться для наблюдений, не находились на равных расстояниях часовых углов одна от другой.

### Месяцы
Древнеегипетская астрономия решала хронометрические вопросы. Египтолог Эдуард Мейер отмечает (1908), что исчисление времени египтянами проводилось уже за четыре тысячи лет до н. э. Египтяне создали собственный календарь для солнечного года из 365 дней. Первым днём года считался тот день, когда Сириус (Сотис) восходит на утренней заре в Мемфисе (19 июля). Год состоял из 12 месяцев по 30 дней в каждом и пяти дополнительных дней. Каждые четыре месяца образовывали один сезон:
1. Ахет (половодье);
2. Перет (всходы);
3. Шему (засуха).

Иногда в состав года включался 13 месяц (месяц Тота), а год получался високосным. Особое время занимал вепренпет — день восхода Сепедет (Сириуса — летнее солнцестояние), начала года и разлива Нила.

### Часы
Именно египтяне в середине II тысячелетия до н. э. разделили сутки на 12 ночных и 12 дневных часов. Дневные часы определялись солнечными часами, а ночные — водяными.
Астрономами-наблюдателями были жрецы Мер Уннут — распорядители часов. А толкование движения небесных светил проводили жрецы Ами Уннут — толкователи часов. Их деятельность была далека от современной астрологии, жрецам нужно было выбрать благоприятное время для посева и сбора урожая. При составлении прогнозов использовались данные храмовых библиотек, в которых хранились подробные наблюдения за астрономическими явлениями прошлых лет.

## Влияние
В Египте получали образование древнегреческие астрономы — Фалес (в Фивах и Мемфисе), Пифагор, Демокрит, Аристарх, Евдокс (в Гелиополе) и др. Согласно Клименту Александрийскому, учителем Пифагора был Сонхис, верховный египетский жрец, Платона — Сехнуфис из Гелиополя, а Евдокса из Книда — Хонуфис, тоже египтянин.

### VI век до н. э. (Фалес)
Фалесу была известна величина видимого диаметра солнца, которую он считал равной 1/720 эклиптики или 30 минутам. Также из Египта Фалес Милетский перенёс в Грецию первые начала теоретической элементарной геометрии..
По мнению Таннери, космология Фалеса весьма напоминает египетское учение. Вселенная, по представлению Фалеса, представляет жидкую массу, посередине которой находится воздушное тело, имеющее форму чаши, повёрнутой открытой стороной вниз. Вогнутая поверхность этой чаши — небо; на нижней поверхности, в её центре, плавает диск, обтекаемый водой. Звёзды — боги, плавающие по небесному своду.
По Бретшнейдеру Фалес был близко знаком с египетской астрономией, из которой и заимствовал все свои астрономические знания, представлявшие ему систему мира в следующем виде. В середине шарообразного космоса или вселенной находится также имеющая шарообразный вид земля, около которой движутся солнце, луна и звёзды, совершая полные обороты в течение суток. Из этих светил первые два делают на небесном своде ещё и особенные обороты: солнце в течение года, состоящего из 365 суток, а луна в течение месяца. Представляемый годовым оборотом путь солнца на небесном своде, или эклиптика, пересекает экватор под острым углом и касается обоих поворотных кругов. Периоды времени движения солнца от одной точки поворота до другой не равны. На небесном своде существуют пять кругов или поясов: первый — всегда видимый северный или арктический круг, второй — летний поворотный круг, третий — равноденственный круг, четвертый — зимний поворотный круг, пятый — всегда невидимый антарктический круг. Луна, имеющая однородную природу с землёй, освещается солнцем. Затмения солнца происходят тогда, когда луна проходит прямо перед солнцем; а затмение луны тогда, когда она входит в тень земли.
По рассказу Плутарха, Фалес определял высоту пирамиды, помещая в конечной точке отбрасываемой ей тени вертикальный шест и показывая с помощью образующихся при этом двух треугольников, что тень пирамиды относится к тени шеста, как сама пирамида к шесту.

### V век до н. э. (Пифагор)
Если верить преданию, Пифагор впервые назвал вселенную космосом, то есть строем, складом. Предметом его философии был именно космос, то есть мир как закономерное стройное целое, подчинённое законам «гармонии и числа». Пифагор представлял себе мир носящимся в беспредельном воздушном пространстве и дышащим окружающей его атмосферой. Учил о двойственности начал, согласованных в мироздании.
Признание наклонного положения земной орбиты по отношению к солнечной и допущение медленного движения планет вокруг мирового центра давало пифагорейцам возможность правильного объяснения смен времён года. Представление о гармонии сфер было следующим: прозрачные сферы, к которым прикреплены планеты, разделяются между собою промежутками, которые относятся друг к другу как гармонические интервалы; небесные тела — как бы струны мировой гармонии; они звучат в своём движении, и если мы не различаем их созвучия, то только потому, что оно слышится непрестанно.

### IV век до н. э. (Евдокс)
Евдокс Книдский изучал астрономию в Гелиополе. Вернувшись в родной город Книд (в Карии, Малой Азии), он основал целую школу математиков и астрономов. Он учил о подвижных небесных сферах и для объяснения видимого движения планет считал достаточным 27 разных сфер: одну для звёзд, три для солнца, три для луны и по четыре для каждой из пяти планет.

### 46 год до н. э. (юлианский календарь)
Римский календарь был преобразован по желанию Юлия Цезаря египетским астрономом Созигеном.

### II век (Клавдий Птолемей)
Астрономия складывалась в трудах знаменитого Клавдия Птолемея, системе которого было суждено доминировать в течение более тысячелетия. Птолемей жил во II веке, при римских императорах Адриане и Антонине. Его собственные открытия дали ему право занять одно из первых мест среди астрономов, но ещё большую службу он сослужил науке собранием древних наблюдений, которые имеют для астрономии чрезвычайно большую важность. Из совокупности своих наблюдений и собрания наблюдений жрецов был составлен знаменитый трактат «Альмагест», который представляет полную энциклопедию астрономии его времени и содержит изложение многих методов, употребляющихся в астрономии и поныне. Для объяснения запутанных движений планет Птолемей уже имел готовые гипотезы, предложенные его египетскими предшественниками.

## Библейская астрономия
Звёздное небо обозначается в Моисеевом тексте Библии «Ракиа» (др.-евр. רקיע‬), то есть несгибаемое, широкое тело, твердь. Ракиа была создана Богом уже после того, как возник свет посреди вод и «отделилась вода, которая под ним, от воды, которая над ним» (Быт. 1:6—8).
Звёздное небо в совокупности называется «воинством небесным» (Ис. 40:26). Это представление имеет полную аналогию в ассирийском мифе о Гильгамеше, где звёзды являются воинами, служащими богу неба Ану.
Преобладает представление о множественности небесных светил, не поддающихся счислению (Быт. 15:5; 22:17. Планета Венера именуется как «денница» (Ис. 14:12).
Библейский стих «Восходит звезда [כוכב‬] от Якова и восстаёт жезл [שבט‬] от Израиля» (Чис. 24:17) остаётся загадочным.